# Derrick Palmer

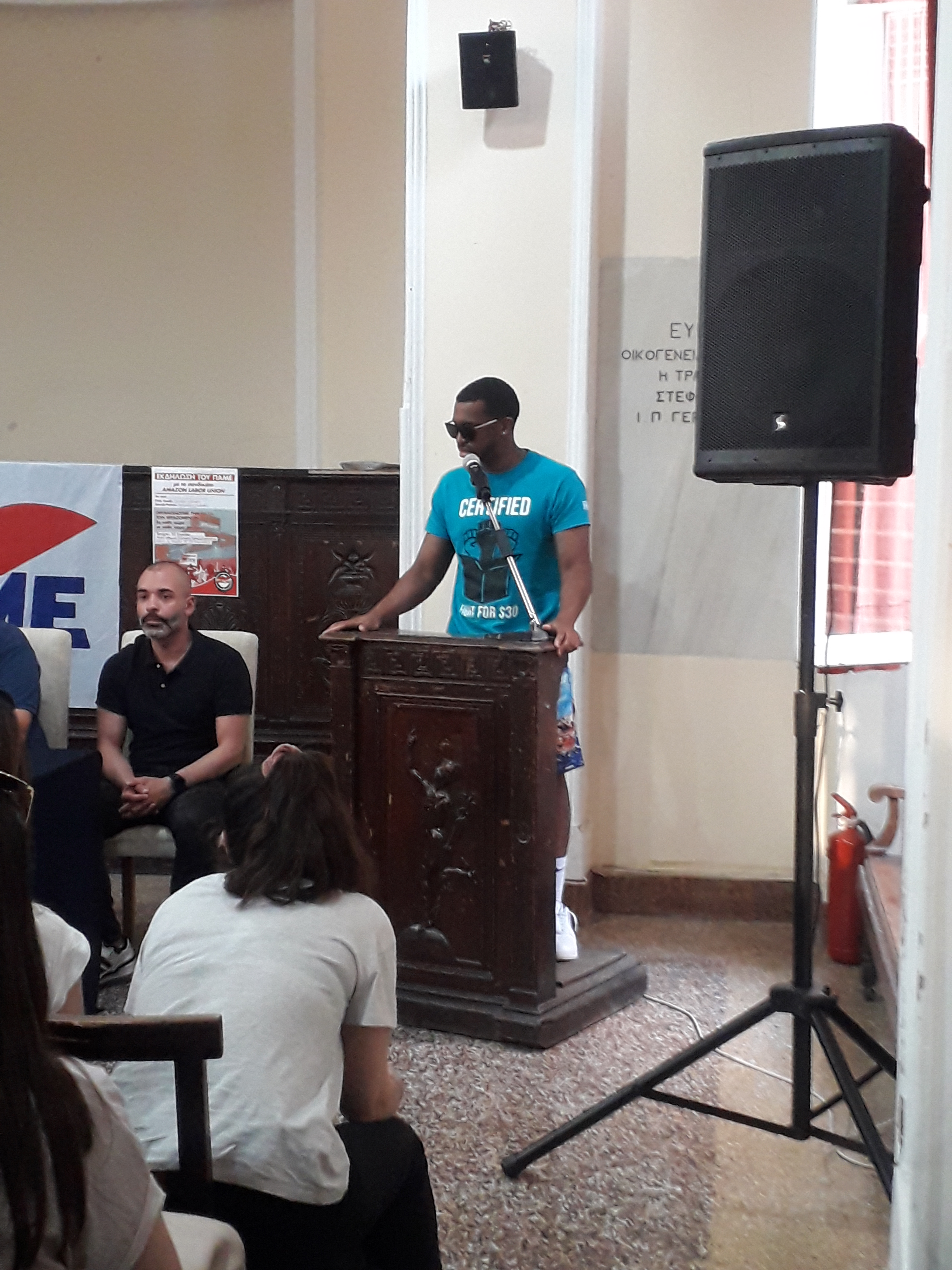
Derrick Palmer disertando sobre su sindicato en un evento sindical en Grecia en Junio de 2023

Derrick Palmer (nacido en 1988 o 1989) es un activista laboral y denunciante estadounidense. Es vicepresidente de la Organización del Sindicato de Trabajadores de Amazon. Trabaja en las instalaciones de clasificación de Amazon JFK8 en Staten Island.

## Primeros años y educación
Palmer creció en Piscataway, Nueva Jersey de una madre soltera que trabajaba en la industria farmacéutica. En la escuela secundaria, Palmer intentó jugar al fútbol americano, pero dijo que no era para él. Su madre lo inscribió en el teatro, que disfrutó y lo llevó a aspirar a convertirse en actor. Palmer asistió a la universidad comunitaria, pero se retiró.

## Activismo en Amazon
Palmer se unió a Amazon en un almacén en Robbinsville Township, Nueva Jersey en 2016, donde contaba el inventario de productos. Más tarde se transfirió al almacén JFK8 de la ciudad de Nueva York, donde es gerente.
Después de que el mejor amigo de Palmer del almacén, Chris Smalls, fuera expulsado debido a lo que Amazon dijo que era una violación de las políticas de distanciamiento social de la compañía, los dos decidieron iniciar un esfuerzo de sindicalización. Juntos fundaron el Sindicato de Trabajadores de Amazon.
El almacén JFK8 votó a favor de sindicalizarse el 1 de abril de 2022.
Palmer y Smalls fueron nombrados dos de las 100 personas más influyentes de 2022 de la revista Time.

## Caso legalPalmer contraAmazon
El 3 de junio de 2020, Palmer y otros dos colegas, junto con tres miembros de su familia, presentaron una demanda contra Amazon en nombre de los empleados de JFK8 y sus familias. Están representados por Make the Road New York, Public Justice, Terrell Marshall Law Group y Towards Justice. La demanda alega que Amazon interfirió «irrazonablemente» con el derecho de los trabajadores a la  salud pública y no siguió las recomendaciones de los Centros para el Control y Prevención de Enfermedades y las leyes de salud pública del estado de Nueva York, lo que resultó en una supuesta violación del deber de Amazon de proporcionar un entorno de trabajo seguro. La demanda fue desestimada el 2 de noviembre de 2020, luego de que el juez Brian Cogan determinara que la jurisdicción era de la Administración de Salud y Seguridad Ocupacional. El equipo legal presentó una apelación el 24 de noviembre de 2020.